# Ext2
Ext2 of second extended file system is een bestandssysteem voor de Linux-kernel.  Het werd oorspronkelijk ontworpen door Rémy Card als vervanging voor het  Extended File System (ext). De opvolger, ext3, is volledig compatibel met ext2.
Ext2 heeft een maximum bestandsgrootte van 2 terabytes en een maximumlengte voor de bestandsnaam van 255 tekens. Onder Linux zijn er echter andere beperkingen waardoor een ext2-bestandssysteem (slechts) 2047 gigabytes data kan bevatten. 